# Păgânii din Kummerow (film)
Păgânii din Kummerow (grafiat în acel timp Păgînii din Kummerow, titlul original: în germană Die Heiden von Kummerow und ihre lustigen Streiche, literar: Păgânii din Kummerow și farsele lor amuzante) este un film comedie de familie est-german–vest-german, realizat în 1967 de regizorul Werner Jacobs. Este o adaptare după romanul omonim al scriitorului Ehm Welk publicat în 1937. Protagoniștii filmului sunt actorii Paul Dahlke, Ralf Wolter, Fritz Tillmann și Tatjana Iwanow.

## Rezumat
În satul pomeranian Kummerow, unii locuitori trăiau conform obiceiurilor păgâne din timpul lui Bismarck. Pastorului conservator Breithaupt nu-i place deloc acest lucru, mai ales că propria fiică participă cu entuziasm la unele festivaluri. Pastorul este deosebit de spinos în legătură cu pastorul Krischan, care refuză întotdeauna să îmbrățișeze virtuțile civice. Și Müller Düker provoacă probleme pastorului. Vrea să-l alunge pe Krischan din Kummerow pentru că știe secretul întunecat al lui Düker...

## Distribuție
- Paul Dahlke – pastorul Breithaupt
- Ralf Wolter – Krischan Klammbüdel
- Fritz Tillmann – Müller Düker
- Tatjana Iwanow – dna. Düker
- Jörg Resler – Martin Grambauer
- Rainer Penkert – Gottlieb Grambauer, tatăl său
- Erika Müller-Fürstenau – dna. Grambauer
- Gerald Schraml – Johannes Bärensprung
- Angela Brunner – Luise Bärensprung, mama sa
- Hans Klering – paznicul de noapte Bärensprung
- Wolfgang Jansen – Josef
- Irene Korb – Hermine Breithaupt
- Karin Heidemann – Ulrike Breithaupt
- Theo Lingen – supraintendentul Sanftleben
- Günther Jerschke – șeful pazei Niemeier
- Jochen Sehrndt – Christian Wendland
- Horst Kube – Trebbin, un țăran
- Wolfgang Hinz – Hermann
- Hans Bussenius – cantorul Kannegießer
- Günter Drescher – Fiebelkorn, un țăran
- Nico Turoff – cârciumarul Krüger
- Albert Zahn – Otto Kienbaum